# Giornale di Sicilia
Il Giornale di Sicilia (traducido al castallano: Diario de Sicilia) es el periódico más extendido de Sicilia occidental, con sede en Palermo, fundado en 1860.

## Directores
- Delio Mariotti (1965-1969)
- Piero Pirri Ardizzone (1969-1971)
- Roberto Ciuni (1971-1976)
- Lino Rizzi (1976-1980)
- Fausto De Luca (1980-1982)
- Antonio Ardizzone (1982-en cargo)

## Difusión
Según los datos publicados por Prima Comunicazione.
| Año  | Copias vendidas |
| ---- | --------------- |
| 2016 | 27 921          |
| 2015 | 33 970          |
| 2014 | 38 949          |
| 2013 | 53 722          |
| 2012 | 67 409          |
| 2011 | 73 269          |
| 2010 | 77 925          |
| 2009 | 82 018          |
| 2008 | 64 101          |
| 2007 | 64 079          |
| 2006 | 64 108          |
| 2005 | 63 838          |
| 2004 | 63 873          |
| 2003 | 64 857          |
| 2002 | 63 612          |
| 2001 | 66 306          |
| 2000 | 66 136          |
| 1999 | 65 779          |
| 1998 | 66 344          |
| 1997 | 67 131          |
| 1996 | 63 775          |